# Kvastrup (Sydslesvig)
Kvastrup (dansk) eller Quastrup (tysk) er en bebyggelse beliggende ved Kvastrup Å i det centrale Angel i Sydslesvig. Administrativt hører bebyggelsen under Ølsby Kommune i Slesvig-Flensborg kreds i den nordtyske delstat Slesvig-Holsten. I kirkelig henseende hører stedet under Ølsby Sogn. Sognet lå i Strukstrup Herred (Gottorp Amt, Sønderjylland), da området tilhørte Danmark.
Lidt syd for Kvastrup ved grænsen til Bøglund ligger den 11 ha store Kvastrup Skov (Quastruper Holz). Skoven er statsejet og består overvejende af blandskov med bøg, eg, ask og rødgran. I nærheden ligger desuden den 123 ha store statsejede Okselbæk Skov (ty. Ausselbeker Gehege, angeldan. Awselbæk).
Kvastrup er første gang nævnt 1445. Stednavnet henføres til tilnavnet kvast (sml. kvast for buste)